# Красна Воля (Лунинецький район)
Красна Воля (біл. Красная Воля) — село в Білорусі, у Лунинецькому районі Берестейської області. Орган місцевого самоврядування — Вульківська сільська рада.

## Історія
У 1921 році село входило до складу гміни Лахва Лунинецького повіту Поліського воєводства Польської Республіки.

## Населення
Станом на 10 вересня 1921 року в селі налічувалося 159 будинків та 1052 мешканці, з них:
- 525 чоловіків та 527 жінок;
- 1020 православних, 31 юдей, 1 євангельський християнин;
- 995 українців (русинів), 56 поляків, 1 німець.

За переписом населення Білорусі 2009 року чисельність населення села становило 806 осіб.